# Automerella miersi
Automerella miersi is een vlinder uit de onderfamilie Hemileucinae van de familie nachtpauwogen (Saturniidae).
De wetenschappelijke naam van de soort is voor het eerst geldig gepubliceerd door Claude Lemaire & C.G.C. Mielke in 1998.

## Type
- holotype: "female. 29.XII.1997. leg. H. Miers & C. Mielke."
- instituut: UFPC, Curitiba, Brazil.
- typelocatie: "Brazil, Santa Catarina, Urubici, Morro da Igreja, 1250 m"